# 松鲷属
松鲷属（学名：Lobotes）为松鲷科的一个属。

## 下属物种
本属包括以下物种：
- Lobotes monoculus Natterer, 1836
- 太平洋松鲷 Lobotes pacificus Gilbert, 1898
- 松鲷 Lobotes surinamensis (Bloch, 1790)[2]